# Daniel Brunner
Daniel Brunner (23 maggio 1970) è un ex sciatore alpino svizzero.

## Biografia
Specialista delle prove veloci originario di Uster, Brunner debuttò in campo internazionale in occasione dei Mondiali juniores di Madonna di Campiglio 1988 e l'anno dopo, nella rassegna iridata giovanile di Alyeska 1989, vinse la medaglia d'argento nella discesa libera e quella di bronzo nella combinata. In Coppa del Mondo ottenne il primo piazzamento il 7 dicembre 1991 a Val-d'Isère in discesa libera (20º), colse il miglior risultato il 26 gennaio 1992 a Wengen in combinata (8º) e prese per l'ultima volta il via il 3 marzo 1996 a Happo One in supergigante, senza completare la prova; si ritirò al termine di quella stessa stagione 1995-1996 e la sua ultima gara fu una discesa libera FIS disputata il 21 marzo a Melchsee-Frutt/Engelberg. Non prese parte a rassegne olimpiche o iridate.

## Palmarès

### Mondiali juniores
- 2 medaglie:
  - 1 argento (discesa libera ad Alyeska 1989)
  - 1 bronzo (combinata[1] ad Alyeska 1989)

### Coppa del Mondo
- Miglior piazzamento in classifica generale: 27º nel 1992

### Coppa Europa
- Miglior piazzamento in classifica generale: 10º nel 1994
- Vincitore della classifica di discesa libera nel 1994